# Terry Ellis
Terry Ellis (Houston, 1966. szeptember 5. –) amerikai énekesnő. Leginkább az 1989-ben alakult En Vogue R&B/pop énekegyüttes alapító tagjaként ismert. Ellis tulajdonképpen szoprán énekesnő. Az En Vogue-ban gyakran főszereplő, vezényli a funky- és souldalokat. A csoportos harmóniákban Terry általában altot énekel.

## Pályafutása
Terry Ellis 1990-ben kezdte karrierjét a For You tagjaként kezdte Dawn Robinsonnal, Cindy Herronnal és Maxine Jonesszal. Az együttes nevét később For You-ról En Vogue-ra változtatták. Sok R&B-slágert vettek lemezre.
Az 1990-es évek közepén az együttes hároméves szünetet tartott. Ekkor készítették Ellis saját albumát („Southern Gal”). Kislemezslágerei: a „Wherever You Are” és a „What Did I Do to You”.
Dawn Robinson szólókarrierbe kezdett. Az En Vogue 1997-ben kiadott egy új albumot, az EV3-at.

## Stúdióalbumok
- Southern Gal (1995)

## En Vogue-albumok
- 1990: Born To Sing
- 1991: Remix to Sing
- 1992: Funky Divas
- 1994: Runaway Love
- 1997: EV3
- 2000: Masterpiece Theatre
- 2002: Gift of Christmas
- 2004: Soul Flower
- 2018: Electric Café

## Filmek
- 1995: Batman Forever (A lány a sarkon 2.)

## En Vogue-tagok
- Terry Ellis (1989–)
- Cindy Herron (1989–)
- Rhona Bennett (2003–2005; 2006–2008; 2012–)

### Korábbi tagok
- Maxine Jones (1989–2001; 2003–2012)
- Dawn Robinson (1989–1997; 2005; 2008–2011)
- Amanda Cole (2001–2003)